# مارلون بيريرا فريري
مارلون بيريرا فريري (بالهولندية: Marlon Pereira Freire)‏ (26 مارس 1987 في هولندا - ) هو لاعب كرة قدم هولندي في مركز الدفاع. لعب مع فيلم تو تيلبورغ ونادي بوتيف بلوفديف ونادي كامبور.

## وصلات خارجية
- مارلون بيريرا فريري على موقع قاعدة بيانات كرة القدم.إي يو (الإنجليزية)
- مارلون بيريرا فريري على موقع ناشيونال فوتبول تيمز (الإنجليزية)
- مارلون بيريرا فريري على موقع Soccerway.com (الإنجليزية)